# L'Espill
|  | Aquest article tracta sobre la revista. Si cerqueu la novel·la, vegeu «Espill (Jaume Roig)». |

L'Espill és una revista fundada el 1979 per Joan Fuster prenent el nom del llibre Espill de Jaume Roig, i que va deixar de publicar-se el 1991 (poc abans de la mort de l'assagista). Tot i això, el 1999, la Universitat de València la va rellançar i actualment, editada per Antoni Furió i Gustau Muñoz, és una revista dedicada a l'assaig, la filosofia, les ciències humanes i les ciències socials.